# قرار مجلس الأمن التابع للأمم المتحدة رقم 718
قرار مجلس الأمن التابع للأمم المتحدة رقم 718، المتخذ بالإجماع في 31 تشرين الأول / أكتوبر 1991، بعد التذكير بالقرارين 668 (1990) و717 (1991)، والإشارة إلى أنه في مؤتمر باريس، تم التوقيع على اتفاق سياسي من قبل أطراف الحالة في كمبوديا، والمجلس أذن للأمين العام بتقديم تقرير عن تكاليف سلطة الأمم المتحدة الانتقالية في كمبوديا، قبل إنشائها.
ورحب المجلس بالاتفاق السياسي الذي قررت الأحزاب الأربعة إنشاء «نظام ديمقراطي ليبرالي يقوم على أساس التعددية». ومضى في الإذن للأمين العام بتعيين ممثل خاص لكمبوديا للعمل نيابة عنه، ورحب بقراره إرسال بعثة مسح إلى البلد لإعداد خطط لتنفيذ الولاية المتفق عليها في مؤتمر باريس. كما دعا القرار إلى تعاون المجلس الوطني الأعلى لكمبوديا وجميع الأطراف مع البعثة فيما يتعلق بتنفيذ الاتفاقات في التسوية السياسية، وحث جميع الأطراف على الالتزام بوقف إطلاق النار.
تم مناقشة تقرير الأمين العام في القرار 745.

## روابط خارجية
- نص القرار في undocs.org